# Перес, Эрос
Эрос Роке Перес Салас (исп. Eros Roque Pérez Salas; род. 3 июня 1976, Сантьяго, Чили) — чилийский футболист, защитник.

## Биография
Эрос Перес начал свою профессиональную карьеру в чилийском клубе «Палестино», где выступал с 1994 по 2000 год, сыграв 85 матчей и забив 3 гола. В 2000 году он перешёл в аргентинский клуб «Колон», за который провёл 29 матчей и забил 1 гол. В 2001 году Перес выступал за бразильский «Интернасьонал», сыграв 3 матча. 
В 2002 году он вернулся в Аргентину, где играл за «Химнасию и Эсгриму» (Ла-Плата) и «Ланус», проведя 6 и 22 матча соответственно. В 2003 году Эрос отправился в Европу, подписав контракт с греческим клубом «Ксанти», где сыграл 17 матчей и забил 1 гол. В 2004 году он вернулся в Чили, присоединившись к «Универсидад Католика», за который выступал до 2009 года, проведя 132 матча и забив 12 голов. Завершал карьеру в чилийских клубах «Унион Сан-Фелипе» и «Ньюбленсе» в 2010 и 2011 годах соответственно.
На международном уровне Эрос Перес представлял сборную Чили с 2001 по 2006 год, сыграв 6 матчей.